# Arikamedu
Arikamedu ou Virampatnam, est un site archéologique qui fait partie de la commune d'Ariyankuppam située à 4 km au sud de Pondichéry, dans le sud de l'Inde.

## Historique
Arikamedu a été habitée à partir du Ier siècle de notre ère, et fut plus ou moins occupée jusqu'à l'époque moderne.
C'est à Arikamedu que l'archéologue écossais Mortimer Wheeler dirige son chantier de fouille le plus célèbre des années 1940. Arikamedu - « Arikan-medu » ou « Poduke » signifie littéralement, « mont érodé ». Selon Wheeler, Arikamedu était un village de pêcheurs tamoul qui fut autrefois un port majeur du début de l'époque de la dynastie Chola destiné à la fabrication de perles de collier et au commerce avec la Rome antique. 
De nombreux artéfacts romains, comme un grand nombre d'amphores portant la marque de potiers romains (écoles VIBII, CAMURI et ITTA), ont été mises au jour sur le site, soutenant l'hypothèse d'échanges commerciaux anciens entre Rome et l'ancien pays tamoul, de nos jours l'Inde du sud.
En 2019, le site est victime de fouilles sauvages et de destructions commises par des délinquants employés dans la « mafia du sable ». Un problème récurrent dans le Territoire de Pondichéry et l'État voisin du Tamil Nadu, où de fortes relations opaques mais établies entre politiciens, notables et réseaux de crime organisé se nouent autour de l'extraction illégale de sable. S'ajoutant à cela un manque d'éducation au patrimoine parmi la population, et une apathie générale en ce qui concerne sa protection.
Le site archéologique d'Arikamedu figure parmi les nombreux lieux candidats au Patrimoine mondial de l'Humanité, au sein de l'ensemble « Sites des Routes de la Soie en Inde ». Un site potentiel soumis par l'Archaeological Survey of India auprès de l'UNESCO depuis 2010. Si la candidature mène à une nomination, Arikamedu serait ainsi le premier site culturel du Territoire de Pondichéry à être classé au Patrimoine mondial.

## Galerie

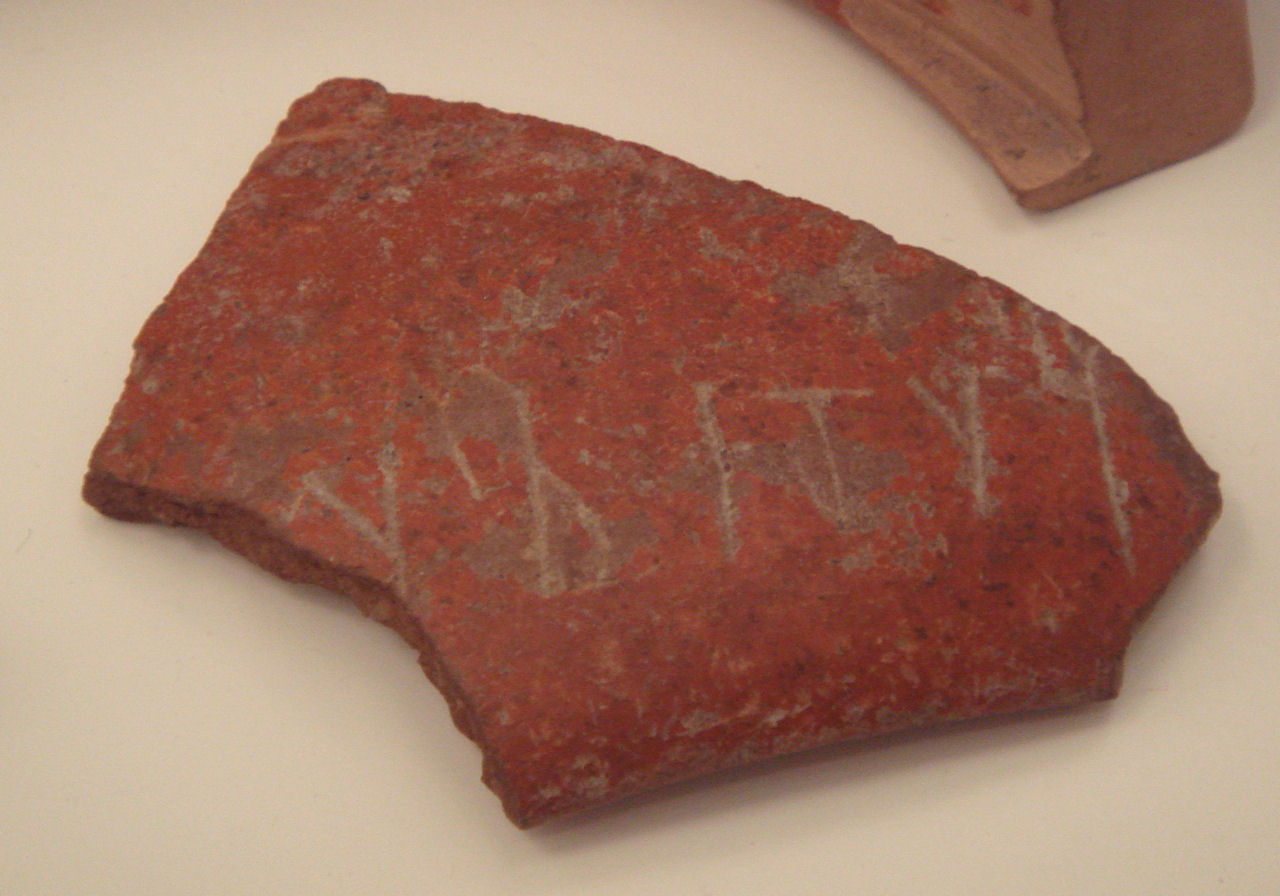
Tesson de céramique romaine d'Arezzo, Latium, trouvé à Virampatnam-Arikamedu (Ier siècle de notre ère). Musée Guimet.
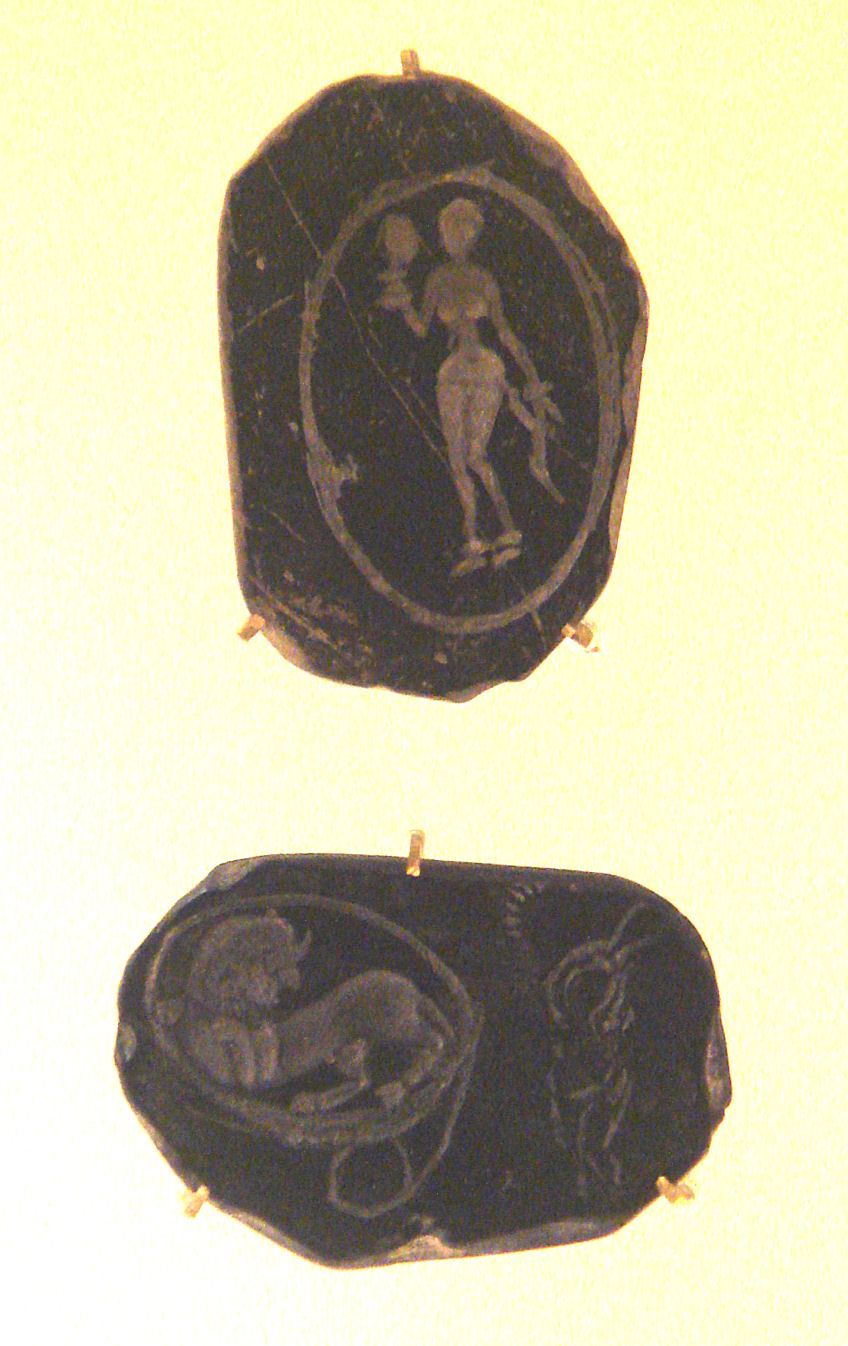
Céramique grise gravée, Virampatnam-Arikamedu, Ier siècle de notre ère. Musée Guimet.
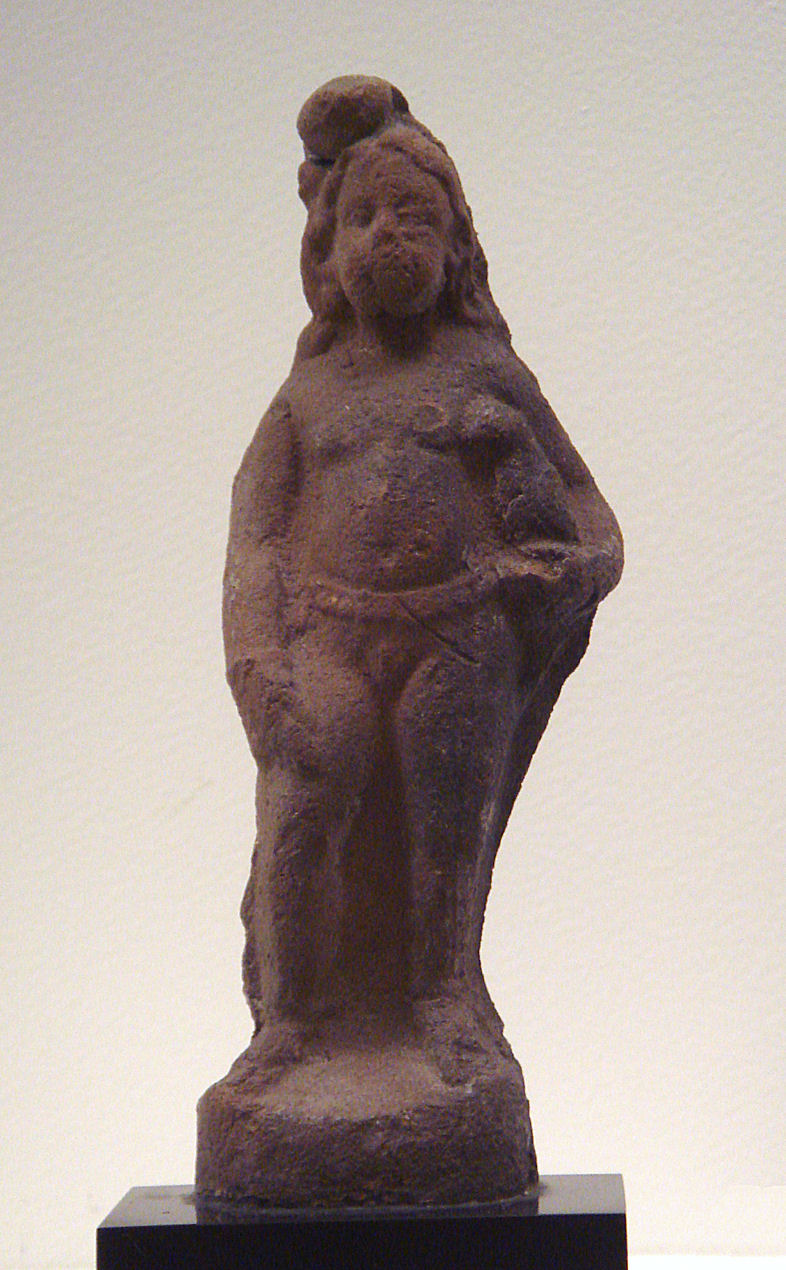
Enfant avec un oiseau, Sculpture trouvée à Virampatnam-Arikamedu, datée du Ier ou IIe siècle de notre ère. Musée Guimet.

### Sources et bibliographie
- (en) Cet article est partiellement ou en totalité issu de l’article de Wikipédia en anglais intitulé « Arikamedu » (voir la liste des auteurs).
- R.E. Mortimer Wheeler, My Archaeological Mission to India and Pakistan, Thames and Hudson, London, 1976.  (ISBN 0-500-05028-7)
- (en) « The Arikamedu Type 10 Project », Durham University (consulté le 26 décembre 2011)